# Eleutherodactylus pardalis
Eleutherodactylus pardalis là một loài ếch trong họ Leptodactylidae.
Nó được tìm thấy ở Costa Rica và Panama.
Các môi trường sống tự nhiên của chúng là các khu rừng ẩm ướt đất thấp nhiệt đới hoặc cận nhiệt đới và các khu rừng vùng núi ẩm nhiệt đới hoặc cận nhiệt đới. Loài này đang bị đe dọa do mất môi trường sống.